# سیارک ۱۵۳۹۵
سیارک ۱۵۳۹۵ (به انگلیسی: 15395 Rukl، نامگذاری:1997UV) پانزده هزار و سیصد و نود و پنجمین سیارک کشف شده‌است که در ۲۱ اکتبر ۱۹۹۷ کشف شد.
قدر مطلق سیارک برابر ۱۴٫۱۰ است.